# Sistema circulatório equino

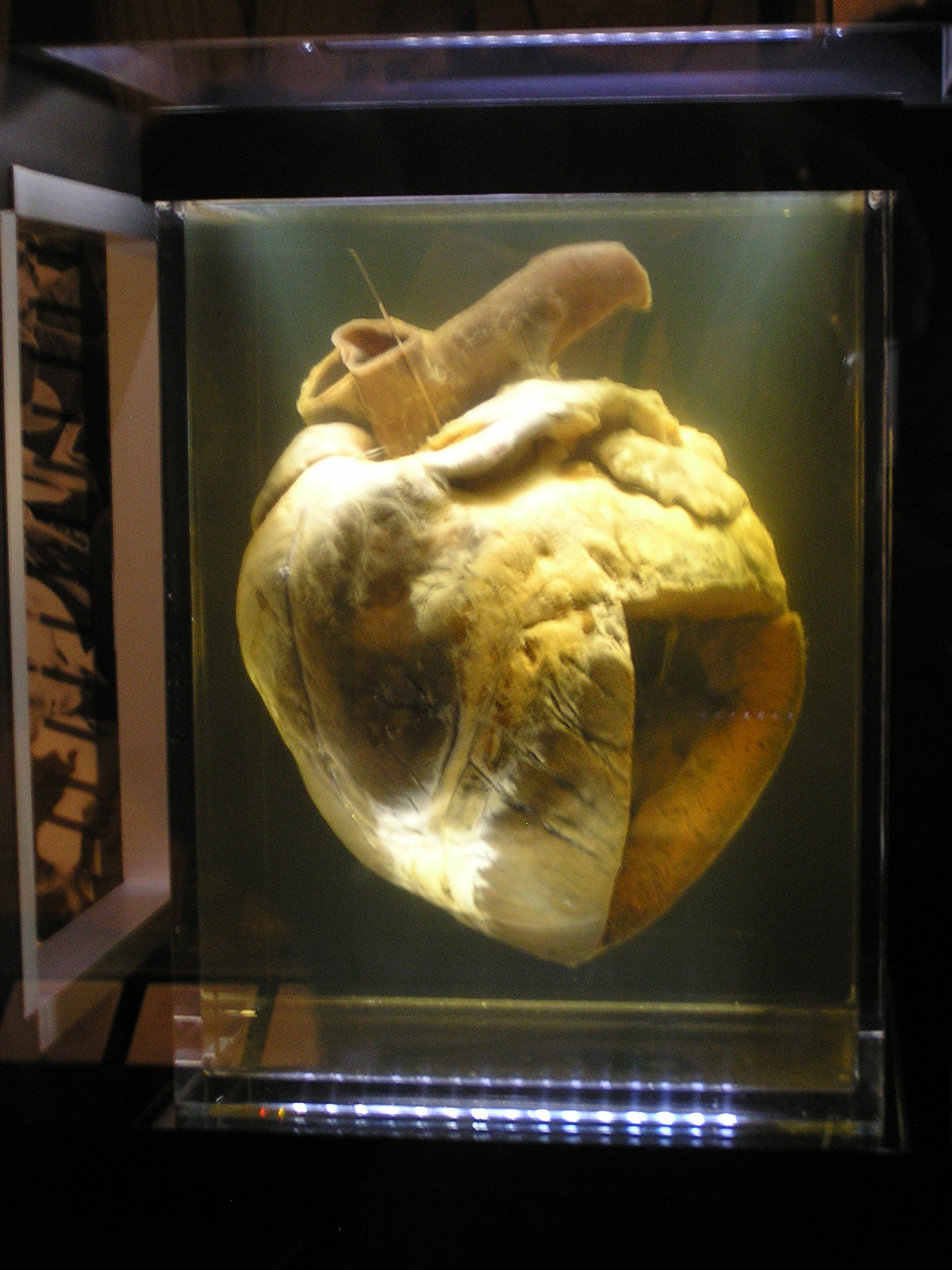
Coração de um equino

O sistema circulatório do cavalo consiste em coração, vasos sanguíneos e sangue.

## Anatomia

### Coração

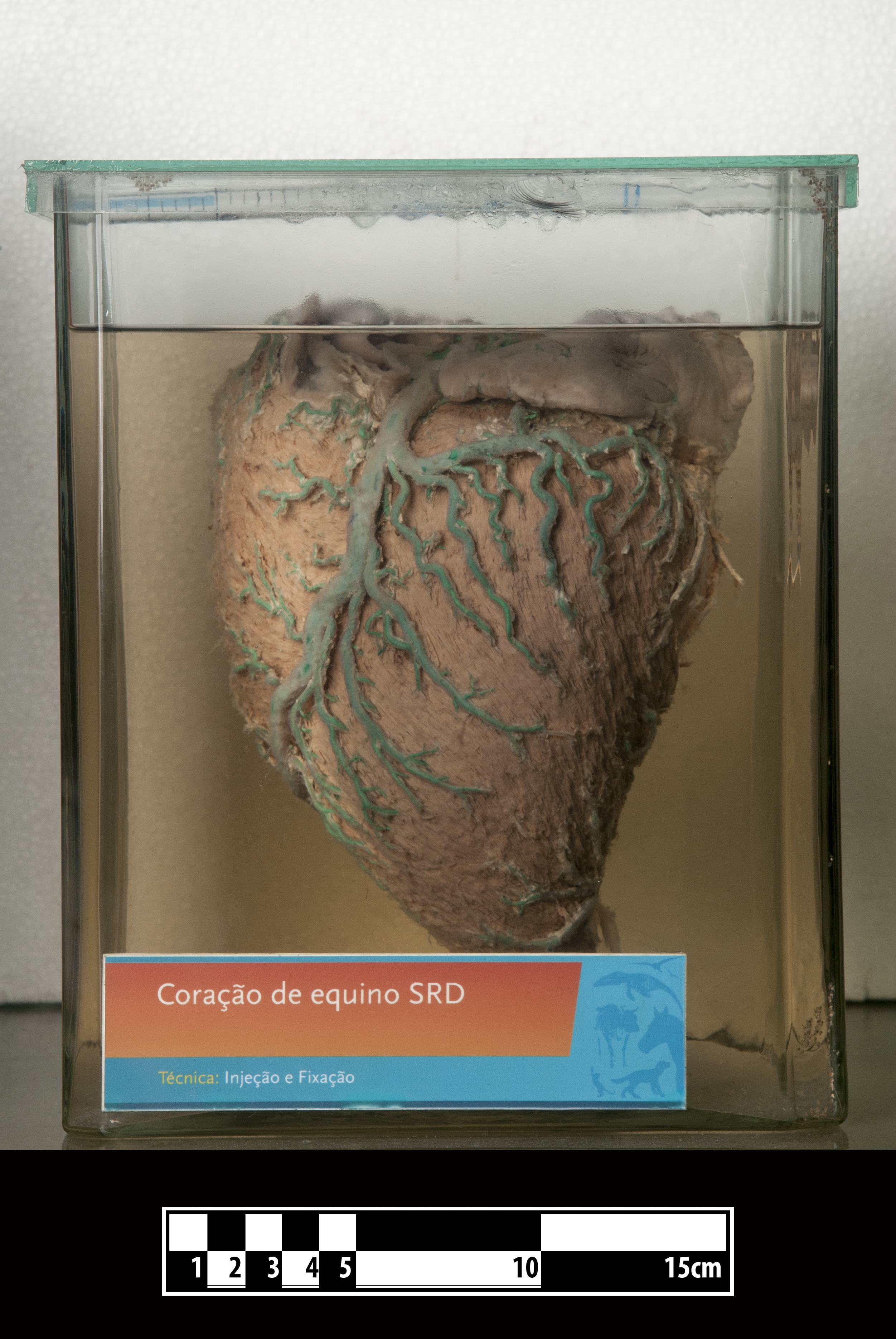
Coração de um equino. Em exposição no MAV/USP.

O coração equino é uma bomba muscular que circula o sangue pelo corpo. É mais arredondado que o coração humano e consiste de em quatro câmaras: os átrios esquerdo e direito e os ventrículos esquerdo e direito. O cavalo adulto médio tem um coração de 3.6 kg, embora possa ser até duas vezes esse peso. O coração cresce até os quatro anos, embora possa crescer ligeiramente como resposta a condicionamento.  Tamanho do coração não necessariamente está correlacionado ao tamanho do cavalo em si.
A capacidade circulatória é parcialmente determinada pela massa funcional do coração e do baço. Uma vez que o oxigênio tenha entrado na corrente sanguínea deve ser transportado para o trabalho muscular e resíduos removidos. O sistema cardiovascular equino é extremamente consistente com um uma taxa de batimentos de 20 a 240 batidas por minuto e uma reserva de glóbulos vermelhos esplênicos capaz de dobrar o volume de células e oxigênio entregue durante testes de esforço. No entanto, os estudos sobre os puro sangue tem mostrado que a proporção de músculo esquelético excede 50% do peso do corpo, e mostraram que a proporção de músculo esquelético excede 50% do peso do corpo, e assim a capacidade energética do sistema muscular excede em muito a capacidade do sistema cardiovascular de fornecer oxigênio.

### Sangue e vasos sanguíneos
O sangue é composto de glóbulos vermelhos (eritrócitos) e células brancas do sangue (leucócitos), bem como o plasma.
Produzido na medula óssea, os glóbulos vermelhos são responsáveis por transportar oxigênio para os tecidos e remover dióxido de carbono, através da hemoglobina. Os glóbulos brancos são usadas para a defesa contra patógenos no sistema imunológico. O plasma suspende as células do sangue, contém fatores de coagulação, e contribui para o maior volume de sangue.
O coração e vasos sanguíneos contêm cerca de 34 L de sangue em um cavalo de 450 kg, o que equivale a cerca de 76mL/kg.

### Baço
O baço remove glóbulos vermelhos danificados da circulação. Também detém células sanguíneas extras, liberando-as durante esforço para aumentar o volume sanguíneo e a quantidade de oxigênio transportada para os tecidos.

### "Sapo"
O casco de cavalo contém um componente estrutural conhecido como "sapo", que abrange a estrutura mais profunda do casco conhecida como a digital almofada, um tecido cheio de vasos sanguíneos. Quando o cavalo coloca peso sobre uma perna, o chão empurra o sapo para cima, comprimindo-o e a digital almofadada subjacente. Isso resulta na compressão de sangue fora da digital almofadada, o que contribui para bombear o sangue de volta pela perna, ajudando o coração a trabalhar contra a gravidade.

## Pulso
O pulso médio é de 28 a 45 batidas por minuto (bpm) em um cavalo maduro, mas pode chegar a mais de 250 bpm durante o esforço máximo. Dependendo da aptidão cardiovascular e da resposta do cavalo ao exercício, esse pulso cai significantemente em 15 a 30 segundos depois que o cavalo para de galopar. Um cavalo de dois anos de idade pode ter um pulso ligeiramente mais alto, e um potro de 2 a 4 semanas de idade normalmente tem um pulso entre 70 e 90 bpm. A frequência cardíaca também pode aumentar quando o cavalo está excitado, superaquecido ou sofrendo de desidratação severa, está com uma febre, com uma infecção ou septicemia, tenha experimentado uma grande quantidade de perda de sangue, tenha uma doença cardíaca ou pulmonar avançada, ou está em estado de choque. Nestes casos, a frequência cardíaca em repouso pode ser acima de 80 bpm em um animal adulto. Quando a frequência cardíaca está abaixo de 20 bpm, o cavalo pode ficar hipotérmico, ou ter pressão sobre o cérebro, doença cardíaca, ou circulação colapsada.

### Determinando a frequência cardíaca
A frequência cardíaca pode ser determinada com um estetoscópio, colocado logo atrás do cotovelo esquerdo do animal. O pulso também pode ser sentido quando tomado em uma artéria perto da pele, mais comumente a artéria facial localizado na mandíbula inferior logo atrás da bochecha. O pulso radial deve ser tomado logo atrás do joelho. O pulso digital é tomado no interior dos metacarpos, logo abaixo do machinho. Geralmente é muito ténue e difícil de encontrar, embora certos problemas, como laminite, irá torná-lo muito forte.

## Pressão arterial
Embora a pressão arterial possa variar significativamente entre os animais, a pressão arterial média para um cavalo parado é 120/70 mmHg. Uma medida indireta de pressão arterial pode ser tomada com uma braçadeira colocada em torno da artéria coccígea média na base da cauda, ou acima da artéria digital. Normalmente é usada para monitorar a circulação durante cirurgias. Medias de pressão sanguínea diretas, via cateterismo da artéria, fornecem uma medida mais acurada e são as preferidas para monitoramento de anestesia.

## Gengivas
As gengivas do cavalo podem oferecer boas pistas para a sua saúde circulatória. Uma forma para ver se o sistema circulatório está sendo executado corretamente é pressionando um dedo na gengiva; a cor-de-rosa deve retornar em 2 segundos. O proprietário pode avaliar a gengiva, levantando o lábio superior com uma mão, segurando a cabeça ainda (via cabresto) com a outra.

### Coloração da gengiva
- Rosa pálido: a cor saudável das gengivas, indica boa circulação. Pode clarear um pouco depois de trabalho extenuante devido a um aumento na circulação.
- Rosa muito pálido: devido a vasos capilares contraídos. Pode indicar anemia, febre ou perda de sangue.
- Azul claro, cinza ou esbranquiçada: indicativo de anemia (baixa contagem de glóbulos vermelhos). Pode indicar choque severo ou doença. Um sinal grave; muitas vezes a melhor opção é chamar o veterinário.
- Amarelo com um tom de marrom: indica icterícia e insuficiência hepática. Muito sério; o veterinário deve ver o animal imediatamente.
- Amarelado: uma coloração amarela brilhante pode ocorrer se o cavalo tiver altos níveis de beta-caroteno em sua dieta, tais como cavalos que comem uma boa quantidade de feno de alfafa . Não indicam nenhum problema sério.
- Vermelho escuro: indica vasos capilares alargados, devido a envenenamento ou desidratação severa. O veterinário deve ser contatado imediatamente.

### Tempo de reposição capilar
O tempo de reposição capilar é determinado ao se pressionar um dedo contra as gengivas do cavalo durante cerca de 2 segundos para que uma "impressão digital" branca seja deixada. Após a liberação, não deve demorar mais de 2 segundos para que a cor das gengivas volte ao normal. Se demorar mais tempo para a cor das gengivas retornar, o cavalo pode estar enfrentando um choque.

## Capacidade cardiovascular
Medições do tamanho do coração não parecem se correlacionar diretamente com velocidade de corrida, comprimento de passada ou frequência de passada. No entanto, a habilidade do corpo bombear sangue pode ajudar a identificar potencial atlético em um cavalo não testado. Há uma hipótese de que as medições do coração de um cavalo em repouso são diretamente relacionadas a função cardíaca do mesmo cavalo durante exercício. Portanto, foram feitas tentativas para tomar medidas de cavalos em repouso através de eletrocardiograma (ECG). Isto tem levado ao desenvolvimento da "pontuação do coração", que mede o intervalo QRS. No entanto, nenhum trabalho correlacionou isto a absorção de oxigênio dos cavalos (VO2Max) e o teste não tem sido um bom preditor sobre habilidades atléticas futuras.
Por outro lado, o coeficiente de correlação de Pearson foi encontrado para fornecer uma ligação entre o consumo de oxigênio e medidas ecocardiografadas. Há também evidências de que o consumo máximo de oxigênio e as dimensões do coração são preditores mais importantes de desempenho para os cavalos que correm longas distâncias, porque o seu consumo de energia é sobretudo aeróbica.

## "Fator X"

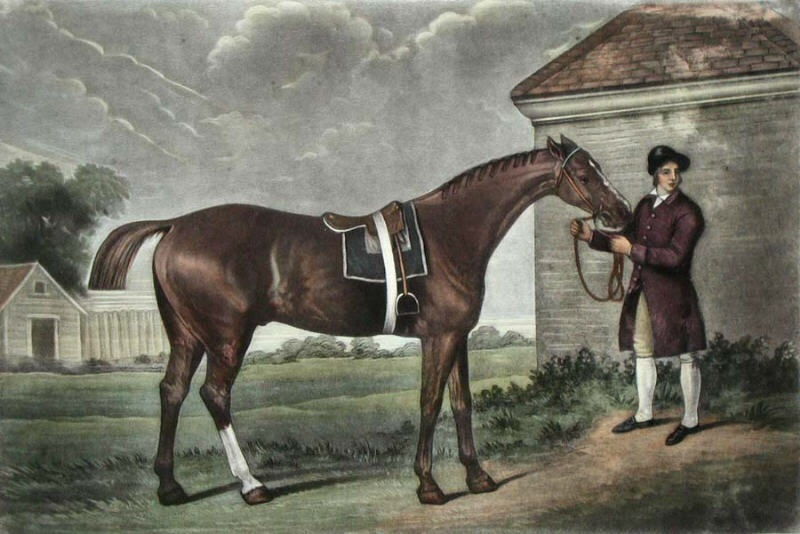
O caravlho no Século XVIII.

A teoria do fator X propõe que uma mutação em um gene localizado no cromossomo x de cavalos causa um coração maior que a média. Um coração maior que a média foi documentado em determinados cavalos puro-sangues, quartos de milha, e Standardbreds de corrida de alta performance. Ele foi visto pela primeira vez na raça Eclipse, com 6.4kg. Um coração grande também foi visto nas raças Phar Lap (6.4kg), Sham (8.2kg), e Secretariat (estimado em 10kg). Também é proposto como uma teoria que a grande produção de éguas Pocahontas foi homozigótica para o fator X. Grandes corações foram encontrados em quatro grandes linhas de puro-sangue, todos os descendentes do Eclipse: Princequillo, Almirante de Guerra, Espora Azul e Mahmoud. Muitos excelentes cavalos de corrida, como o Eclipse e o Secretariat foram designados para serem excelentes produtores de éguas de cria, mas mas, geralmente, não produzem filhote macho com a capacidade de seus progenitores, assim, a teoria de que o gene era carregado apenas pelo cromossomo x significaria que garanhões com corações grandes só poderiam passar o traço através de suas filhas.
A Pontuação do Coração, usando eletrocardiografia, foi desenvolvida há mais de 40 anos para descrever a correlação entre os complexos QRS (tempo de condução intraventricular) e as performances de vários cavalos de elite versus cavalos medianos de corrida, com a crença de que um grande coração correlacionava-se com a capacidade atlética. Essa crença é generalizada e, portanto, uma alta pontuação do coração pode aumentar valor do animal em alguns zeros. No entanto, a teoria do fator X nunca foi cientificamente revisada por pares e estudos sobre o ECG no protocolo utilizado indicam que a Pontuação do Coração tem pouca correlação para habilidades de corrida futuras. Além disso, os genes associados com o tamanho do sistema circulatório e o desempenho atlético não foram identificados, nem têm seus modos de herança determinados; a condição pode ser influenciada por múltiplos fatores genéticos.

## Distúrbios do sistema circulatório
- Anemia
- Arritmia
- Doença cardíaca
- Insuficiência cardíaca

## Galeria

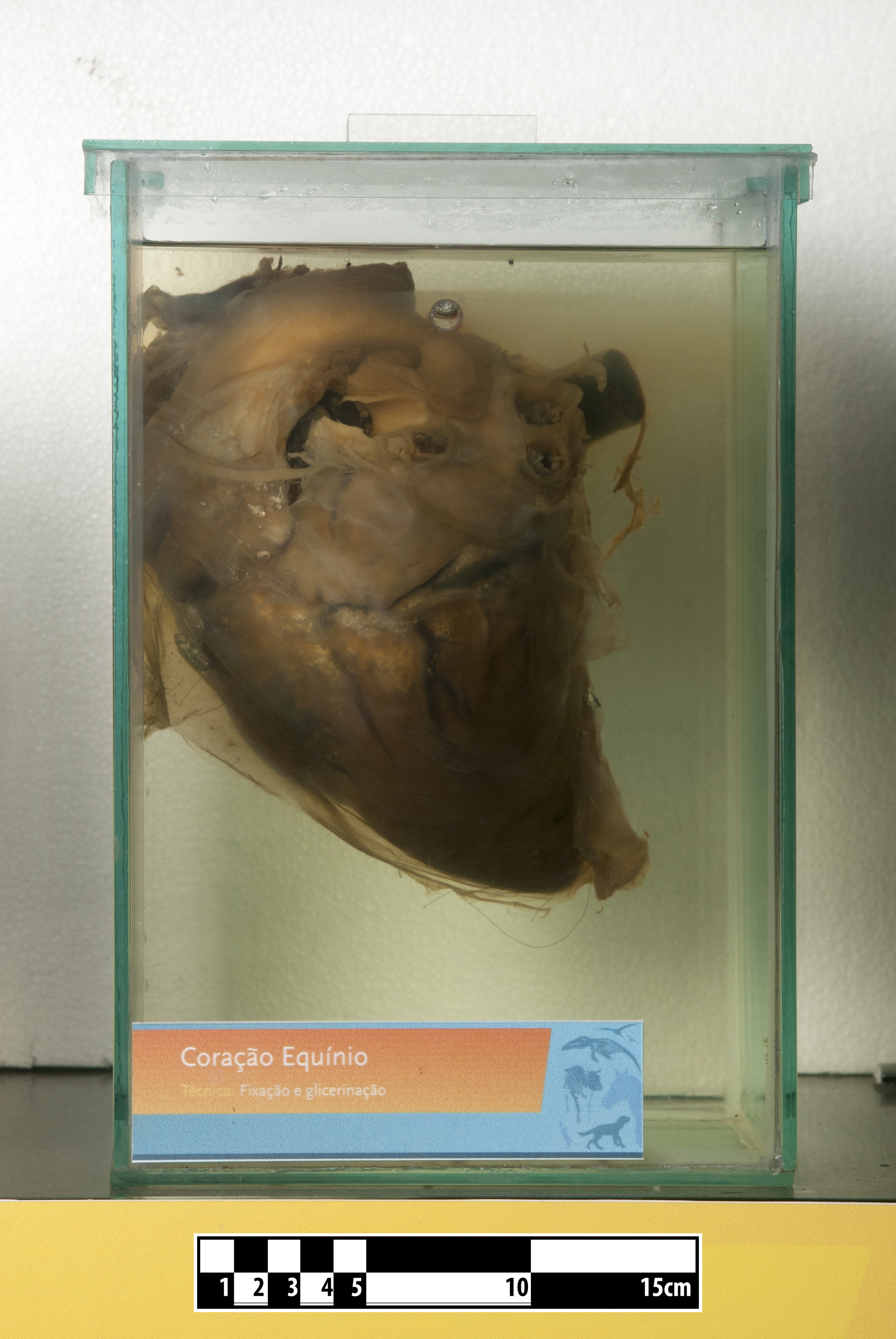
Coração de um equino. Em exposição no MAV/USP.
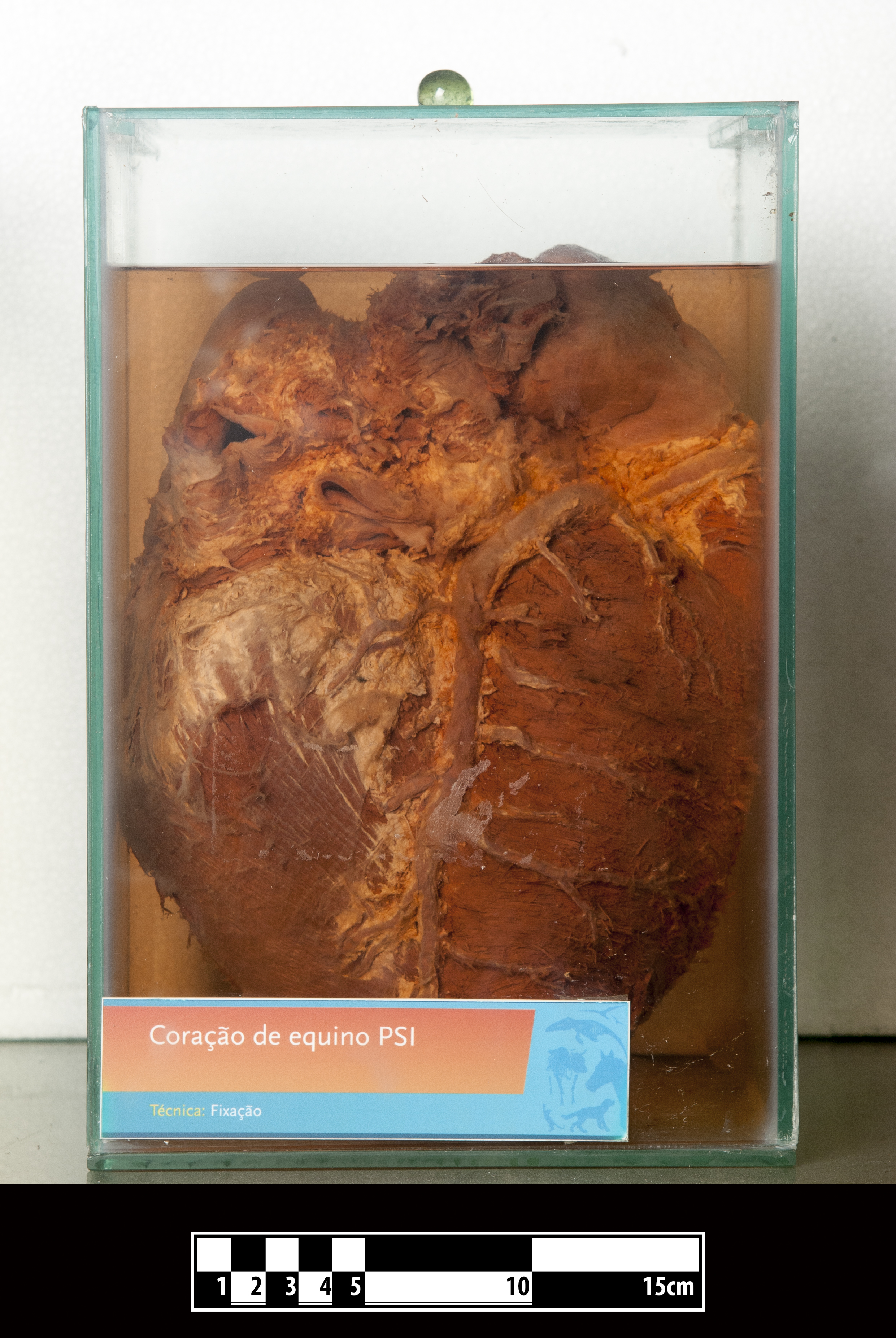
Coração de um Puro-sangue inglês. Em exposição no MAV/USP.
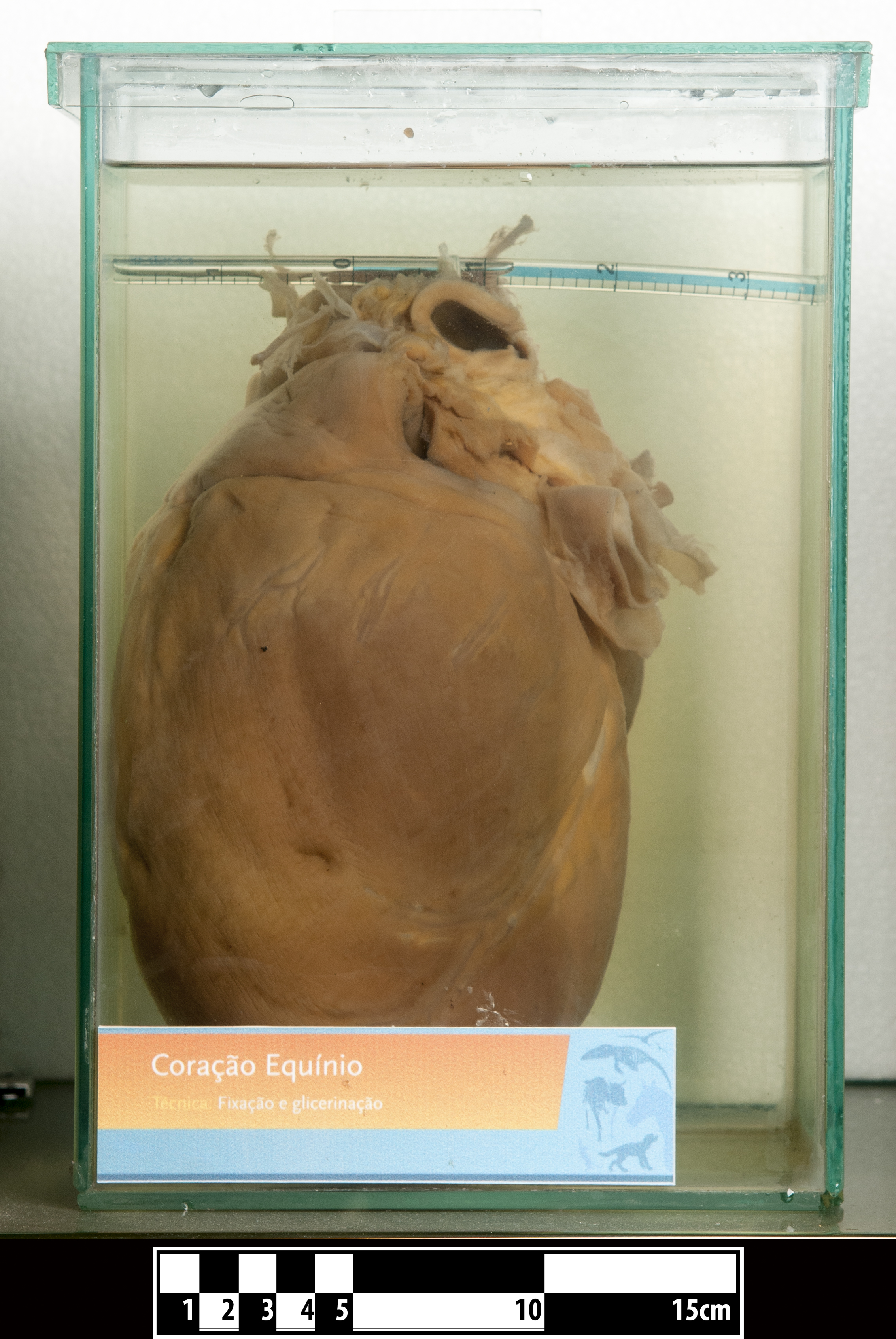
Coração de um equino. Em exposição no MAV/USP.